# Montgermont
Montgermont település Franciaországban, Ille-et-Vilaine megyében. Lakosainak száma 3777 fő (2022. január 1.). Montgermont Rennes, La Chapelle-des-Fougeretz, Pacé és Saint-Grégoire községekkel határos.

## Népesség
A település népességének változása:
| Lakosok száma | 600  | 1978 | 2402 | 3074 | 3243 | 3283 | 3364 | 3515 | 3564 | 3777 |
|               | 1968 | 1982 | 1990 | 2006 | 2013 | 2015 | 2017 | 2019 | 2020 | 2022 |